# Castillo de Lietava
Castillo de Lietava (en eslovaco: Lietavský hrad, otros nombres más antiguos son Litova, Letava, Lethowa, Zsolnalitva) es un extenso castillo en ruinas en las montañas Súľov del norte de Eslovaquia, entre las aldeas de Lietava y Lietavská Svinná-Babkov en el distrito de Žilina. 

## Historia
El castillo fue construido en 1241, probablemente como centro administrativo y militar. Ocupa una posición estratégica junto a la ruta del ámbar, una ruta comercial entre Europa y Asia por la que se transportaba ámbar y otras mercancías desde Rusia en dirección a Venecia. Se cree que los miembros de la familia Balas construyeron una torre de cuatro pisos, que fue ampliada a lo largo de los años por sucesivos propietarios.
A principios del siglo XIV, se menciona como propiedad de Máté Csák III, uno de los poderosos magnates del Reino de Hungría. El castillo cambió de manos varias veces hasta que en el siglo XVI hasta que lo adquirió la familia Thurzó. Fue reconstruida en estilo gótico-renacentista y fortificada, dándole guarnición militar propia. Los restos erosionados de esta reconstrucción son lo que queda; su pasada grandeza se puede ver en los escudos de armas, los portales renacentistas, las inscripciones y las grandes chimeneas. Tras la muerte de Imre Thurzó en 1621, se dividió entre sus herederos. Después de las disputas de propiedad en 1641, perdieron interés en él. El informe del castillo en 1698 decía que el castillo estaba deshabitado y solo había un archivo, que fue trasladado al Castillo de Orava (en húngaro: Árva) en la década de 1760. Después de eso, el castillo fue abandonado y no se volvió a utilizar. 

## Actualidad
Hoy en día, el castillo está en manos de la organización sin ánimo de lucro Združenie na záchranu Lietavského hradu, que se ocupa del castillo y supervisa su conservación. Se accede a él por un sendero señalizado en azul desde el pueblo de Lietava, un paseo que dura unos treinta minutos. Es uno de los castillos más visitados de Eslovaquia.